# Acipenser mikadoi
Acipenser mikadoi är en utrotningshotad art av familjen störfiskar som finns i Japan och Ryssland. 

## Utseende
Som alla störar är arten en avlång fisk med hajliknande kropp som saknar fjäll men är täckt med 5 rader benplattor. Munnen sitter på undersidan av huvudet och har 4 skäggtömmar framför sig, närmare munnen än nosspetsen. Ryggfenan har 29 till 41 mjukstrålar, medan analfenan har 18 till 28. Färgen är olivgrön till mörkgrön på ryggen, ljusnande till blekt gulgrönt till vitaktigt på buken. Som mest kan den bli 2,5 m lång och väga 150 kg.

## Vanor
Acipenser mikadoi är en bottenlevande, anadrom fisk, som lever i havet och normalt endast går upp i sötvatten i samband med leken. Icke könsmogna ungfiskar lever dock i flodernas nedre lopp, inklusive flodmynningarnas brackvatten. Födan består av maskar, kräftdjur som gråsuggor, märlkräftor, räkor och krabbor samt fisk som bland andra tobisfiskar. Som mest kan arten bli 60 år gammal.

### Fortplantning
Arten simmar upp i Tumninfloden i Ryssland för att leka mellan slutet av maj till tidigt i juli, vid en vattentemperatur av 7 till 12 ºC. På den tiden då den även lekte i floderna i Hokkaido skedde detta tidigare, från april till maj.

## Utbredning
Acipenser mikadoi finns i norra Stilla havet från Berings sund och Kamtjatka över Ochotska havet och Japanska havet längs kusten till Wonsan i Nordkorea och österut till östra Hokkaido. Den går upp i mindre ryska floder som Suchan, Adzemi, Koppi, Tumnin, Viakhtu och Tym samt japanska som Ishikari och Teshio på Hokkaido, men den leker numera bara i Tumin.

## Status
Arten är klassificerad som akut hotad ("CR", underklassificering "A2cde") av IUCN, och beståndet minskar. För närvarande är det endast 10 till 30 individer som leker varje år. Främsta orsaken är tjuvfiske; man uppskattar att det nuvarande beståndet kan försvinna från Tumninfloden om 10 till 15 år (räknat från 2010) ifall den nuvarande trenden fortsätter. Bifångst i samband med trålning spelar också in, liksom flodutbyggnad som hindar den att nå sina lekområden. Arten odlas, dels för utsättning, och dels, i Japan, för kommersiella syften.

## Taxonomi
Arten betraktades länge som identisk med den nordamerikaska arten grön stör (A. medirostris), och det var inte förrän 2007 som man fastställde dess status som en egen art.